# روان رامزي
روان رامزي (بالإنجليزية: Rowan Ramsey)‏ هو فلاح وسياسي أسترالي، ولد في 4 أغسطس 1956 في أستراليا. حزبياً، نشط في الحزب الليبرالي الأسترالي. وقد انتخب عضو مجلس النواب الأسترالي عن دائرة Division of Grey ‏ (24 نوفمبر 2007 – ).